# Лопатинка гайова
Лопатинка гайова (Scapania nemorea) — вид печіночників порядку юнгерманіальних (Jungermanniales).

## Поширення
Батьківщиною є Європа, Макаронезія, Північна Америка, Азія.
Вид росте в тінистих, помірно свіжих і вільних від вапна місцях і мешкає в каменях, ґрунті та гнилій деревині.

## Характеристика

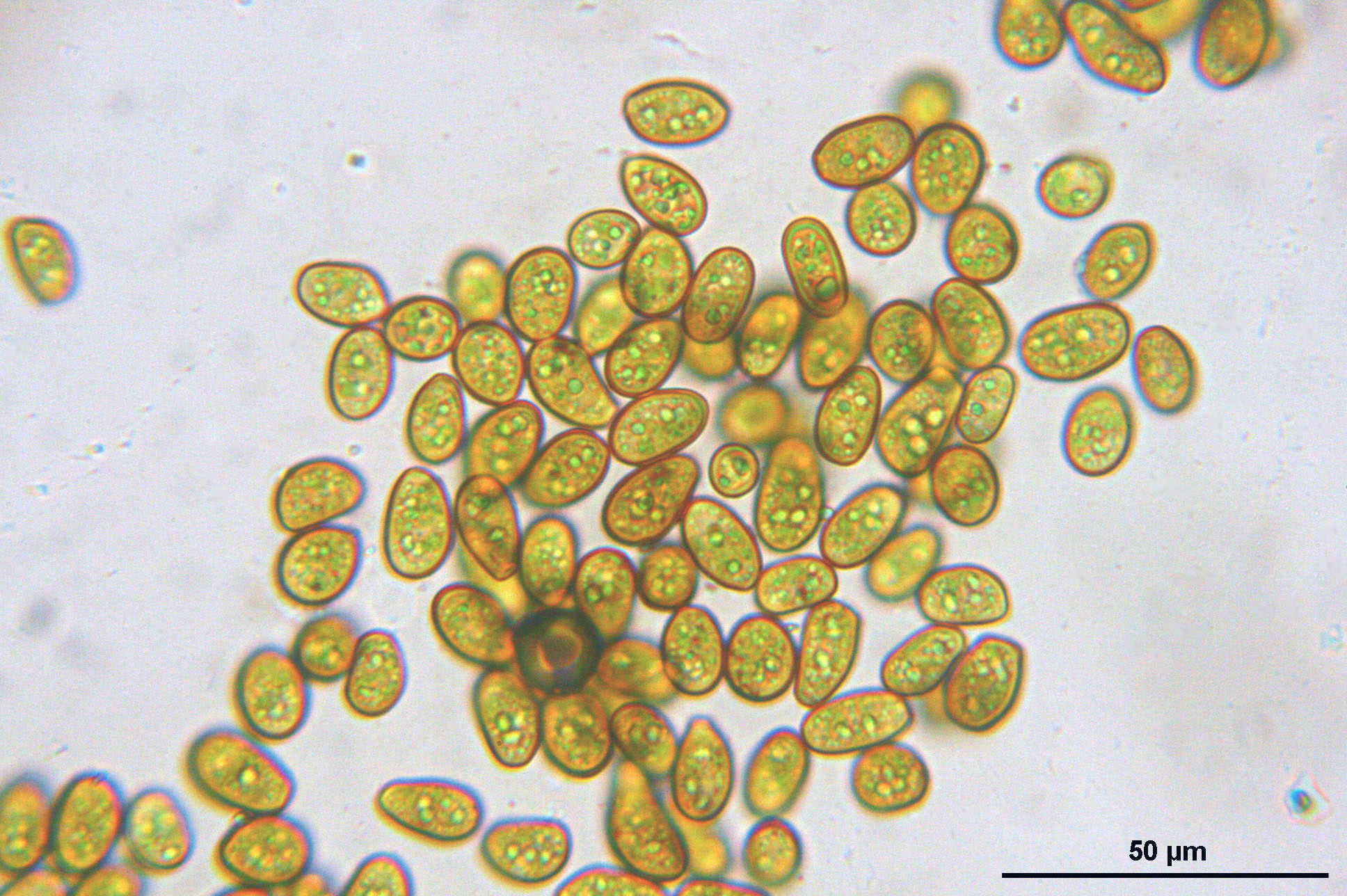
Виводкові тіла

Сильні рослини довжиною від 1 до 5 сантиметрів і шириною від 3 до 4 міліметрів утворюють газони від зелених до коричнево-червоних. Листки дволопатеві, з більшими овальними нижніми частками і лише від 1/2 до 1/3 великих округло-прямокутних верхніх часток, які простягаються на стебла. Обидві листкові частки зазубрені по краю. Клітини листків мають округлу або прямокутну форму, товстостінні, розміром приблизно 20–25 мкм і зазвичай мають значно потовщені кути клітин. У кожній клітині є близько 5 масляних тілець округло-еліптичної форми, що складаються з численних крапельок мастила. Характерною особливістю цього виду є виводкові тіла, вони розташовані нечисленними коричневими купками на верхівці пагона. Окремі виводкові тіла одноклітинні, овальні і розміром близько 20 мкм. Рослини дводомні.